# Livemiles
Livemiles (later Live Miles) is een livealbum van Tangerine Dream uit 1988. Het zijn de laatste officiële live-opnamen met Christopher Franke in de gelederen. Het album vermeldde dat het deelopnamen waren van concerten in Albuquerque (New Mexico) (part one) in 8 juni 1986 en West-Berlijn 1 augustus 1987 (part two). Gedurende lange tijd bleef dit aan zekerheid staan. Echter in de eerste jaren van de 21e eeuw probeerde men de bootlegs en privé-opnamen van TD in kaart te brengen en pas toen kwam aan het licht dat part one niet van het concert in Albuquerque kan zijn. Vergelijking van album en privétapes laten geen overeenkomsten horen. Gegevens omtrent de herkomst van part one zijn na die tijd altijd onduidelijk gebleven. Men heeft het idee de opnamen niet live zijn, maar in de studio opgenomen muziek, waar later het applaus doorheen is gemixt. De muziek komt wel overeen met muziek gespeeld tijdens een concert in Cleveland (Ohio), maar dat werd gegeven nadat dit album was uitgebracht. Opnamen van het Clevelandconcert verschenen onder Vault IV.
Part two is wel teruggevonden als zijnde van het concert in West-Berlijn van 1 augustus 1987. Van dit concert bleek ook een privé-opname te zijn gemaakt, die later verscheen in een uitgebreide cd-r-collectie onder de titel Tangerine Tree Volume 38: Berlin Concert. Franke stapte na dit concert uit TD.
Livemiles was het laatste album voor Jive Electro, waarmee The Blue Years van de band tot een eind kwamen. The Melrose Years begonnen.

## Musici
Opmerkelijk is dat dit het enige album is waar Franke als laatste musicus is genoemd.
- Edgar Froese, Paul Haslinger, Christopher Franke

## Muziek
| Nr. | Titel                                                     | Duur  |
| --- | --------------------------------------------------------- | ----- |
| 1.  | Livemiles (Live Miles) Part One (The Albuquerque Concert) | 29:52 |
| 2.  | Livemiles (Live Miles) Part Two (The Berlin Concert)      | 27:13 |